# Девониш, Марлон
Марлон Рональд Девониш — британский спринтер. Олимпийский чемпион 2004 года в эстафете 4×100 метров.
Впервые на международном уровне заявил о себе в 1995 году на чемпионате Европы среди юниоров, выиграв дистанцию 200 метров с результатом 21.04. Победитель игр Содружества 1998 года в эстафете 4×100 метров в составе сборной Англии. На олимпийских играх 2000 года бежал дистанцию 200 метров, но успехов не добился. В 2006 году стал чемпионом Европы в составе сборной Великобритании. На олимпийских играх в Пекине бежал дистанцию 200 метров, на которой смог дойти до второго круга соревнований и в составе команды бежит эстафету 4×100 метров, но их команда была дисквалифицирована. Принимал участие в чемпионате мира 2011 года в эстафете 4×100 метров, но его команда не смогла добежать до финиша.
В настоящее время[уточнить] выступает за клуб Godiva Harriers.
Личные рекорды:
- 100 метров — 10.06
- 200 метров — 20.19